# Cryptopone motschulskyi
Cryptopone motschulskyi é uma espécie de formiga do gênero Cryptopone, pertencente à subfamília Ponerinae.